# Hilfe – sie liebt mich!
Hilfe – sie liebt mich! ist ein 1955 entstandenes deutsches Filmlustspiel von Franz Cap mit Hans Reiser in der Hauptrolle.

## Handlung
Alfons Meyer ist ein kleiner Angestellter im Reisebüro „Tourist“, wo er als Kollege des älteren Herrn Brösel unter der Leitung von Direktor Schier arbeitet. Sein Leben als Spezialist für Afrika-Reisen dort ist wenig aufregend, und der etwas biedere Ehemann Alfons träumt von einer glamouröseren Existenz im mondänen Ambiente. Und so gönnt sich Alfons eine kleine Flucht: An jedem 31. Tag des Monats, sollte der Monat so viele Tage haben, nimmt Alfons eine Parallelexistenz an und nennt sich „Herr Alexander“. Dann geht er in den Nachtclub “Elysée”, wo man ihn bereits als spendablen, weltmännischen Gast kennt und schätzt. Hier verdreht Meyer alias Alexander der Damenwelt regelmäßig den Kopf. Kaum einer der Damen kann seinen Avancen und seinem Charme widerstehen. Doch der kleine Alfons in dem ominösen „Herrn Alexander“ hat viel zu sehr Angst, dass seine Charade auffliegt, und so zieht er sich jedes Mal in Windeseile zurück, sollten die Damen mehr von ihm wollen. Denn daheim sitzt sein etwas langweiliges, biederes Frauchen Marie, das ebenso sittsam wie brav auf die Rückkehr ihres Hallodri-Gatten wartet.
Eines Tages lernt Meyer im Elysée eine sehr elegante Schöne namens Susanne kennen, eine mondäne Dame von Welt, die es ihm sofort angetan hat. Dass sie in Begleitung eines Galans namens Fred ist, scheint ihn nicht weiter zu stören, jedenfalls schaltet der „Herr Alexander“ in Alfons augenblicklich auf Eroberungsmodus. Dies ist der Beginn allerlei Verwechslungen und Turbulenzen, die nun auf den Gelegenheits-Womanizer einprasseln, zumal sich eben jene Susanne nicht so leicht abschütteln lässt wie die dummen Gänschen, mit denen es Alfons Meyer bisher zu tun hatte. Doch damit hat er auch Fred zum Gegner bekommen, der sich seine Eroberung nicht so leicht ausspannen lassen möchte. Zu allem Überfluss weiß er als Amateurboxer sehr effektiv seine Fäuste zu schwingen. Als die anhängliche Susanne dann auch noch zufällig Meyers Frau Mariechen kennen lernt und eines Tages im Reisebüro „Tourist“ auftaucht, wo sie Alfons entdeckt, scheint dessen Doppelleben geplatzt. Zu allem Unglück hat Mariechen derweil durch die Begegnung mit Susanne von Alfons’ Doppelleben und seinen amourösen Ausbrüchen aus dem Ehealltag erfahren und ihre Sachen gepackt. Immerhin lässt Mariechen Susanne glauben, dass es sich bei „Herrn Alexander“ um den Zwillingsbruder ihres Gatten handele.
Dessen Adresse möchte die im „Tourist“ auf Alfons treffende Susanne natürlich unbedingt von diesem erfahren. Kurz darauf trifft auch Fred im Reisebüro ein, um dem Verehrer „seiner“ Susanne einen Faustschlag zu verpassen. Er stößt jedoch nur auf den alten Brösel und nimmt an, dass dieser der „Herr Alexander“ sei. Fred kann kaum glauben, dass der alte Mann ihm Susanne abspenstig machen könnte. Zu allem Unglück erscheint dann auch noch Firmenchef Direktor Schier, der glaubt, Susanne müsse die Frau des imaginären Meyer-Bruders „Herr Alexander“ sein. Schier beginnt nun ebenfalls, Susanne anzuflirten. In der Zwischenzeit ist Mariechen bei ihrer Tante Katja untergekommen und heult sich bei ihr bezüglich des angeblich untreuen Gatten aus. Schließlich gerät alles wieder in geordnete Bahnen: Susanne, die längst die Maskerade um „Herrn Alexander“ durchschaut hat, lässt sich auf die Avancen von Direktor Schier ein, scheint der doch eine sehr viel bessere Partie zu sein. Und Alfons, der sich mächtig anstrengen muss, um seine in der Zwischenzeit von Tante Katja ordentlich aufgehübschten Gattin wieder zurückzugewinnen, ist vom anstrengenden Doppelspiel geheilt und schickt sein alter ego, „Herrn Alexander“, beruhigt in Rente, um sich ganz seiner Marie zuzuwenden.

## Produktionsnotizen
Hilfe – sie liebt mich! entstand 1955 und wurde am 6. Juli 1956 uraufgeführt.
Ludwig Spitaler übernahm die Produktionsleitung, Otto Reinwald die Aufnahmeleitung. Werner Wunderlich war Kostümberater. Es spielt das Orchester Max Greger.
Für den bis 1945 in der Zelluloidbranche gut beschäftigten Salzburger Architekten Herbert Hochreiter war dies die einzige Nachkriegsarbeit beim Film.
Die Mitwirkenden Rudolf Vogel und Peter Vogel waren Vater und Sohn.

## Kritik
Im Lexikon des Internationalen Films heißt es knapp: „Die Liebesnöte eines hochstapelnden Reise-Agenten als Thema für ein Lustspiel, das mit alberner Situationskomik bescheidene Unterhaltung zu erzielen versucht.“

## Einzelnachweis
1. ↑  Hilfe – sie liebt mich! In: Lexikon des internationalen Films. Filmdienst, abgerufen am 30. Oktober 2021.